# Ruth von Zerboni
Ruth von Zerboni (9 de abril de 1903 - 26 de agosto de 1991) fue una actriz de nacionalidad alemana.

## Biografía
Nacida en la provincia de Posen, en la actualidad parte de Polonia, su nombre completo era Ruth von Zerboni di Sposetti, y era una de las cuatro hijas de Walter von Zerboni di Sposetti (1875–1914). Su padre murió en la Primera Guerra Mundial, y la familia se mudó a Múnich. Ruth von Zerboni tomó clases de actuación y fue actriz del Teatro de Cámara de Múnich, trabajando posteriormente en Heidelberg, en el Deutsches Schauspielhaus de Hamburgo, en Fráncfort del Meno, en Leipzig y en el Konzerthaus Berlin.
En mayo de 1947 fundó en la Villa Zerboni, cerca de Múnich, una escuela privada de teatro, que dirigió hasta su muerte en 1991. Entre sus alumnos más destacados figuran Hans Clarin, Peter Schamoni y Lisa Fitz. Hoy la escuela Zerboni se encuentra en Grünwald. Hasta el año 2011 fue dirigida por su hija, Ulrike Behrmann von Zerboni.
Ruth von Zerboni se casó por vez primera con el actor Harry Buckwitz. Entre 1934 y 1939 estuvo casada con un médico, Hartmut Doermer (con el que tuvo un hijo, Christian Doermer). Su tercer marido fue otro médico, Wolf Dietrich Germer, con el que se casó en 1939, y con el que tuvo una hija, Ulrike Behrmann von Zerboni.
En 1984 fue premiada con el Günther-Klinge-Preis concedido por la ciudad de Gauting. Ruth von Zerboni falleció en Múnich en el año 1991. Fue enterrada en el cementerio Waldfriedhof Obermenzing de esa ciudad.

## Filmografía
- 1936: Das Hofkonzert, de Douglas Sirk
- 1954: Gefangene der Liebe, de Rudolf Jugert
- 1955: Schneeweißchen und Rosenrot, de Erich Kobler
- 1955: Schneewittchen und die sieben Zwerge, de Erich Kobler
- 1967: Mahlzeiten, de Edgar Reitz
- 1969: Heiße Jagd auf wilde Täubchen / Wenn Täubchen Federn lassen, de Lothar Brandler